# Osmar Júnior (músico)
Osmar Junior Gonçalves de Castro (Macapá, 14 de junho de 1963) é um cantor, compositor e poeta brasileiro. Está entre os principais representantes da música amapaense. Aos 14 anos, estudou violão com o maestro Oscar Santos, um dos pioneiros da música do Estado. Aos 17, atuou também como contrabaixista e guitarrista em diversos conjuntos musicais de Macapá.
Na década de 1980, iniciou sua trajetória como compositor, participando de festivais universitários. Em 1989, foi produtor do LP "Sentinela Nortente", do cantor amapaense Amadeu Cavalcante, um dos marcos de transformadores na música regional na Amazônia. Osmar Júnior também produziu os discos "Vida Boa", de Zé Miguel e "Estrela do Cabo Norte", o segundo de Amadeu Cavalcante. 
Osmar Júnior lançou seu primeiro disco somente em 1991, intitulado "Revoada", com algumas canções que tornaram sucesso, tais como "Pedra do Rio", "Igarapé das Mulheres" e "Pra Nunca Mais". Quase oito ano depois, foi a vez do segundo disco, o CD "Quando Voltam os Guarás". O músico tornou-se um dos valorizadores da preservação ecológica e da música afro-amapaense, ao desenvolver projetos na União dos Negros do Amapá (UNA). Também foi fundador do "Movimento Costa Norte", para divulgação da música popular amapaense.

## Discografia

### Carreira solo
- Revoada (1992) — Vinil
- Quando Voltam os Guarás (1999) — CD
- O Encanto da Ciência (2002) — CD
- Osmar Júnior Ao Vivo no Forte (2004) — CD
- Osmar Jr. no Bar do Abreu (2009) — CD/DVD

### Participações
- Arraial do Quero Mais (com Rambolde Campos) (2000) — CD